# Ellersreute
Ellersreute (westallgäuerisch: Ellərsreitə) ist ein Gemeindeteil der Marktgemeinde Scheidegg im bayerisch-schwäbischen Landkreis Lindau (Bodensee).

## Geographie
Die Einöde liegt circa vier Kilometer südwestlich des Hauptorts Scheidegg und zählt zur Region Westallgäu.

## Ortsname
Der Ortsname setzt sich aus dem Familiennamen Eller sowie dem Rodungsnamen -reute zusammen und bedeutet somit Rodesiedlung des Eller.

## Geschichte
Der Ort wurde erstmals im Jahr 1569 mit Mathias Eller von Ellersreute urkundlich erwähnt. 1771 fand die Vereinödung des Orts mit drei Teilnehmern statt. 1783 wurde an identischer Stelle ein Bramatzreiti erwähnt. Ellersreute gehörte einst der Herrschaft Altenburg an, später der Gemeinde Scheffau, die 1972 nach Scheidegg eingemeindet wurde.